# Finspångs SOK
Finspångs Skid och Orienterings Klubb är en svensk orienteringsklubb bildad oktober 2002 i Finspång, som en utbrytning från Finspångs AIK.